# Trichoridia cuprescens
Trichoridia cuprescens là một loài bướm đêm trong họ Noctuidae.